# Propeleda trulliformis
Propeleda trulliformis is een uitgestorven tweekleppigensoort uit de familie van de Nuculanidae. De wetenschappelijke naam van de soort is voor het eerst geldig gepubliceerd in 1931 door Marwick.